# تموکولا (کالیفرنیا)
تموکولا (به انگلیسی: Temecula) شهری در شهرستان ریورساید، کالیفرنیا ایالت کالیفرنیا است که در سرشماری سال ۲۰۱۰ میلادی، ۱۰۰۰۹۷ نفر جمعیت داشته‌است.

## افراد مشهور
دین نوریس (بازیگر)
توری کلی (خواننده)